# Una giornata spesa bene
Una giornata spesa bene (Une journée bien remplie) è un film del 1973 diretto da Jean-Louis Trintignant.

## Trama
Un tranquillo fornaio vuole vendicare il figlio condannato a morte. 
Ci riuscirà, uccidendo tutti i 9 componenti della Giuria che ha decretato la sentenza per il figlio, ma a caro prezzo. 
Verrà a sua volta condannato a morte.

## Critica
«L'esordio alla regia di Trintignant è una commedia nera ... di taglio chabroliano... non mantiene tutte le sue promesse.» ** 